# Herwig Karl
Herwig Karl (* 4. Juli 1972 in Graz) ist ein ehemaliger österreichischer Fußballspieler.
Karls erster Verein war der UFC Jennersdorf, wo er in der Jugendmannschaft spielte. Mit der SV Ried gelang ihm der Aufstieg in die österreichische Bundesliga, wo er eine Halbsaison blieb und anschließend zur SV Oberwart wechselte. Dort spielte er bis zum Sommer 1997, ehe er zum SC Fürstenfeld wechselte, wo er eine Saison spielte. Nachdem er für eine Halbsaison beim ASK Stoob war, wechselte er für eine Halbsaison erneut zum SC Fürstenfeld. Später spielte Karl für acht Jahre beim nordburgenländischen Verein SC Frauenkirchen. Nachdem er für anderthalb Saisons beim FC Mönchhof gespielt hatte, hatte er die Karriere beendet.